# Хінкулов Леонід Федорович
Леоні́д Фе́дорович Хінку́лов (1 січня 1912, Київ — 25 жовтня 1986, Київ) — український радянський літературознавець, критик, перекладач, києвознавець. Доктор філологічних наук, професор. Член Спілки письменників СРСР з 1944 року.

## Життєпис
Народився у родині інженера. 1933 року закінчив літературний факультет Київського університету.
Займався творчою роботою та літературознавчими дослідженнями ще підлітком. Від 1928 року листувався з Максимом Горьким. Здобувши вищу освіту, працював у редакціях періодичних видань, був викладачем літератури й мови. Друкував літературно-критичні та публіцистичні статті, поетичні переклади (з російської, естонської та інших мов).
Наприкінці 1940-х років був одним з ідеологів літературного процесу, піддавав критиці своїх сучасників-письменників за відхід від партійної лінії. Упорядковував «Словник української літератури. Письменники Радянської України» (1948). Разом з тим, у 1949 році самого Л. Ф. Хінкулова звинуватили у «космополітичних» тенденціях.

Могила Леоніда Хінкулова, Байкове кладовище

Тема кандидатської дисертації — «Горький і Україна» (1961). У 1963 році отримав ступінь доктора філологічних наук, захистивши дисертацію на тему «Тарас Шевченко (проблеми вивчення життя та творчості)».
Помер на 75-му році життя 25 жовтня 1986 року. Похований у Києві на Байковому кладовищі (ділянка № 47а, 50°25′0.3″ пн. ш. 30°30′1.12″ сх. д. / 50.416750° пн. ш. 30.5003111° сх. д.). 1987 року на могилі встановлено пам'ятник: прямокутна стела з чорного лабрадориту, на якій вміщено бронзовий барельєф Хінкулова (нині втрачений).

## Основні напрямки наукової діяльності

### Шевченкознавець
Починаючи з другої половини 1950-х років, Л. Ф. Хінкулов підготував низку статей і монографій, присвячених життю та літературній спадщині Тараса Шевченка. Він розглядав творчий шлях Кобзаря у тісному зв'язку з його біографією, ближнім і дальнім оточенням, історичним тлом. Л. Ф. Хінкулов разом з М. Ф. Бєльчиковим уклав збірку мемуарів «Т. Г. Шевченко в воспоминаниях современников» (Москва, 1962). В огляді шевченкознавчої літератури певні методологічні недоліки досліджень Л. Ф. Хінкулова було піддано критиці.

### «Літературний слідопит»
Л. Ф. Хінкулов активно займався вивченням біографій літераторів різних епох, котрі працювали у Києві, виявленням пов'язаних із ними адрес. Він користувався для цього адресними довідниками, мемуарними свідченнями, архівними джерелами тощо. Результати його пошуків систематично друкувалися у періодиці, зокрема, у журналах «Україна», «Радуга», газеті «Вечірній Київ». У 1969 році він підготував брошуру «Литературные маршруты. Экскурсии по Киеву». Більш докладно цю тему було розвинуто у книзі «Літературні зустрічі» (1980), куди увійшли 100 біографічних нарисів про різноманітних письменників, які жили у Києві або відвідували його. Кожний нарис супроводжувався переліком письменницьких адрес. Л. Ф. Хінкулов першим з київських «літературних слідопитів» обробив настільки значну кількість інформації, істотна частка якої була оприлюднена ним уперше. У виданні «Золотые ворота Киева» (1988), що вийшло друком після смерті автора, було зібрано доволі докладні відомості про київські біографічні та творчі контексти відомих російських письменників — А. Ахматової, О. Блока, М. Булгакова, О. Купріна, В. Маяковського та ін. Особливу цінність мають зібрані Л. Ф. Хінкуловим матеріали до київського життєпису Костянтина Паустовського, з яким він був близько знайомий і отримав частину відомостей безпосередньо від письменника.
Доробок Л. Ф. Хінкулова як «літературного слідопита» широко використано у томі «Київ» Зводу пам'яток України, в енциклопедичному довіднику «Київ», у різноманітних тематичних екскурсіях тощо.

## Основні твори
- Олександр Сергійович Пушкін: Нарис життя і творчості. — К.—Харків, 1937.
- Максим Горький: Нарис життя і творчості. — К., 1947.
- Шляхи боротьби за радянську літературу на Україні. — К., 1948.
- Тарас Шевченко. — Москва: Мол. гвардия, 1957 (Жизнь замечательных людей). Перевидання: 1960, 1966.
- Тарас Шевченко: биография. — Москва: Гос. изд-во художественной лит., 1960.
- Франко. — Москва: Мол. гвардия, 1961. (Жизнь замечательных людей).
- Тарас Шевченко і його сучасники: Етюди до біографії. — К.: Держ. вид-во художньої літ., 1962.
- Літературні зустрічі: Розповіді про письменників у Києві. — К.: Рад. письменник, 1980.
- Письменник жив у Києві: Літературно-критичні розповіді. — К.: Дніпро, 1982.
- Золотые ворота Киева: Новое о русских писателях в Киеве. Очерки. — К.: Рад. письменник, 1988.